# Issus fissala
Issus fissala är en insektsart som beskrevs av Franz Xaver Fieber 1876. Issus fissala ingår i släktet Issus och familjen sköldstritar. Inga underarter finns listade i Catalogue of Life.